# ريان ويلسون (شاعر)
ريان ويلسون (بالإنجليزية: Ryan Wilson)‏ هو شاعر أمريكي، ولد في 1982 في غريفين في الولايات المتحدة.